# Neue Große Synagoge

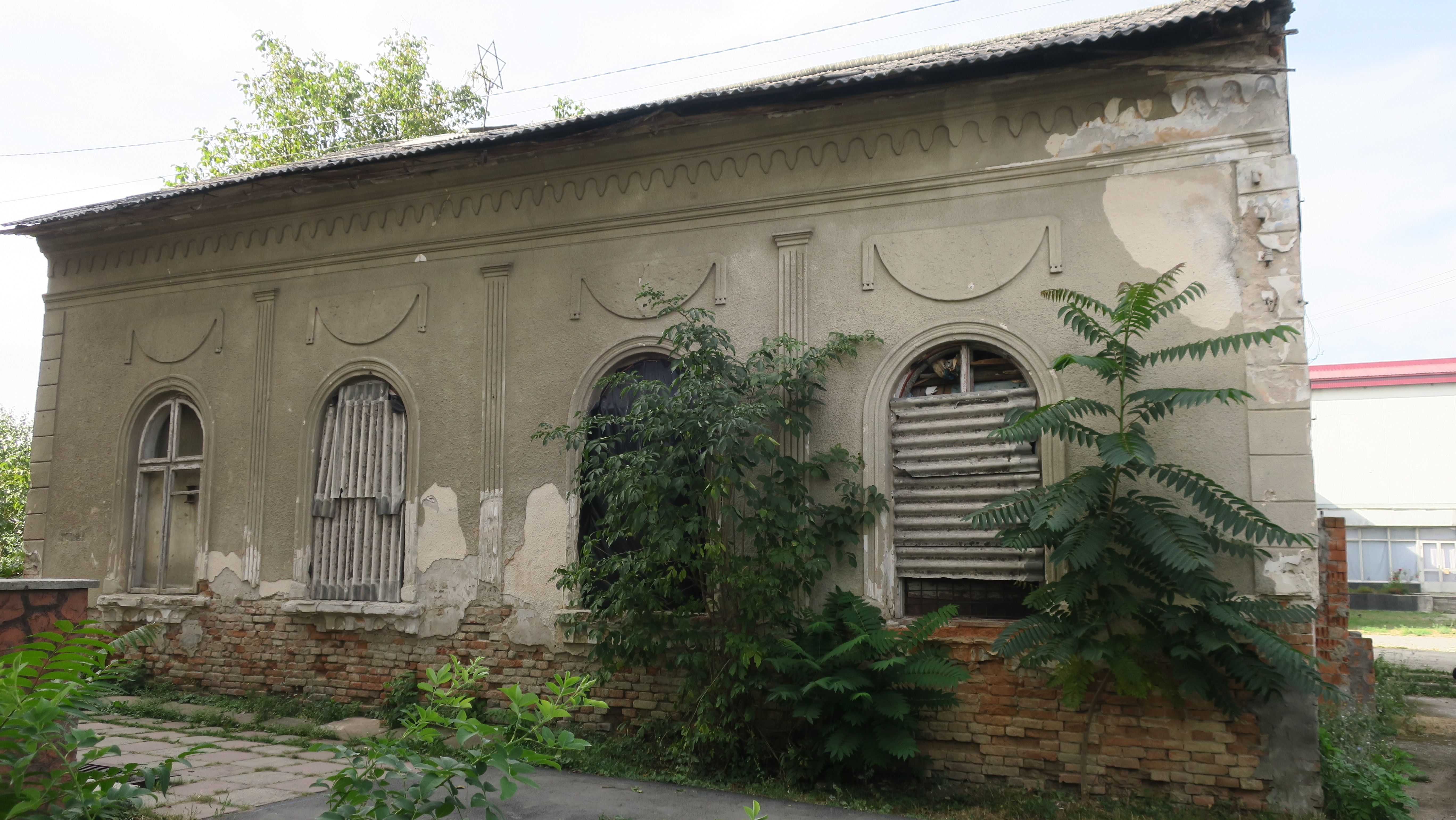
Synagoge in Nowoselyzja (2019)

Die Neue Große Synagoge in Nowoselyzja in der ukrainischen Oblast Tscherniwzi wurde zu Beginn des 20. Jahrhunderts erbaut.  Von besonderem Interesse sind die Decken- und Wandgemälde.

## Geschichte
Die Synagoge wurde 1919 gebaut. Bis zum Zweiten Weltkrieg wurde sie auch als solche genutzt. Danach wurde sie umgebaut und als Haus der Pioniere verwendet. Dabei wurden auch die Gemälde an den Wänden und der Decke mit Kalkmörtel verputzt, was sie vor einer Zerstörung bewahrte. Sie wurden 2009 wiederentdeckt und freigelegt.
Seit dem Ende der Sowjetunion steht das Gebäude leer und ist in einem schlechten Zustand.

## Architektur
Die Synagoge hat einen nahezu rechteckigen Grundriss mit Außenmaßen von circa 16,40 × 14,20 m. Die Mauern sind circa 6 m bis zum Dachsims und 10,5 m bis zur Giebelspitze des Satteldachs hoch.
Über der Vorhalle im Westteil des Gebäudes befanden sich die Gebetsräume der Frauen; die Haupthalle war im östlichen Teil. Bei den Umbauten zum Haus der Pioniere wurden Zwischenwände eingezogen.
Eine Nische für den Toraschrein ist nicht mehr zu erkennen.